# Шоршели
Шорше́ли (рос. Шоршелы, чув. Шуршăл) — село у складі Маріїнсько-Посадського району Чувашії, Росія. Адміністративний центр Шоршельського сільського поселення.
Населення — 865 осіб (2010; 894 у 2002).
Національний склад:
- чуваші — 94 %